# Чурручей
Чурручей (рос. Чурручей) — присілок у Подпорозькому районі Ленінградської області Російської Федерації.
Населення становить 0 осіб. Належить до муніципального утворення Вінницьке сільське поселення.

## Історія
Згідно із законом від 1 вересня 2004 року № 51-оз належить до муніципального утворення Вінницьке сільське поселення.

## Населення
| 1910 | 1926 | 1939 | 1951 | 1961 | 1971 | 1975 |
| ---- | ---- | ---- | ---- | ---- | ---- | ---- |
| 57   | ↗64  | ↘45  | ↘29  | ↘24  | ↗28  | ↘25  |
| 1989 | 1997 | 2002 | 2007 | 2010 |      |      |
| ↘4   | ↘3   | →3   | ↘1   | ↘0   |      |      |